# Leonard Jacobi
Leonard Simon Jacobi (* 17. September 1832 in Königsberg; † 17. April 1900 in Charlottenburg – im Taufregister: Leonhard) war ein deutscher Rechtswissenschaftler und Rechtsanwalt. Er war ab 1893 Professor der Rechte an der Universität Berlin.

## Leben
Er wurde als ältester Sohn des Mathematikers Carl Gustav Jacobi geboren. Seine Mutter Marie (1807–1902) war die Tochter des Kaufmanns George Gotthilf Schwinck (1764–1819) aus Königsberg in Ostpreußen und seiner Ehefrau Regina Charlotte geb. Fischer (* 1767), einer Schwester der Elisabeth von Staegemann. Noch während seines Abiturexamens starb Jacobis Vater, erst 46 Jahre alt, völlig unerwartet an den Pocken. Unter großen finanziellen Schwierigkeiten begann Jacobi ein Jurastudium an der Berliner Universität. Er promovierte dort im Juli 1854 zum Doktor beider Rechte mit der Dissertation Criminis falsi quaenam fuerit indoles in jure communi. 1856 bestand er das Referendar- und 1859 das Assessorexamen.
Im Februar 1859 habilitierte er sich an der juristischen Fakultät der Universität Berlin mit der Habilitationsschrift Der Artikel 83 der Allgemeinen Deutschen Wechsel-Ordnung und die sogenannte Bereicherungsklage des Gemeinen Rechts als Privatdozent. Aus finanziellen Gründen musste aber zunächst seine akademische Laufbahn beenden. Jacobi übernahm die kommissarische Vertretung einer Richterstelle in Rummelsburg und wurde dort schon bald zum Kreisrichter befördert. 1862 ließ er sich als Rechtsanwalt in Sömmerda nieder. 1869 wurde er nach Beeskow und 1874 nach Berlin als Rechtsanwalt versetzt.
Durch Verbindung mit einem jüngeren Anwalt konnte er sich 1883 wieder dem Lehrfach an der juristischen Fakultät der Berliner Universität als Privatdozent widmen. Bereits 1861 hatte er eine größere Monographie Die Lehre von der nützlichen Verwendung im Zusammenhange mit den individuellen Gestaltungen der aequitas nach dem Allgemeinen Preußischen Landrechte kritisch und systematisch dargestellt veröffentlicht. Auch später verfasste er Gutachten unter anderem in den Schriften des Vereins für Socialpolitik und hielt Vorträge in juristischen Vereinen. 1874 verfasste er Die Gewerbe-Gesetzgebung im Deutschen Reiche, 1879 Der Gewerbe-Betrieb im Umherziehen und im gleichen Jahr Die Fabrik-Gesetzgebung des Deutschen Reiches. 1881 erschien Die Innungen nach dem Reichsgesetz vom 18. Juli 1881. In strafrechtlichen Fachkreisen fanden Der Rechtsschutz im deutschen Strafverfahren und Wahrheitsermittelung im Strafverfahren und Entschädigung unschuldig Verfolgter, beide von 1883, Beachtung. Verlegerisch erfolgreich war seine Akademische Praktika von 1887, die 1897 in zweiter Auflage erschien. Es folgten zwei Abhandlungen über das Bürgerliche Gesetzbuch, Entstehung und Inhalt des Entwurfs eines B.G.B. von 1888, und Das persönliche Eherecht des bürgerlichen Gesetzbuches für das deutsche Reich von 1897. Letzteres erschien bereits zwei Jahre später in zweiter Auflage und war seiner 90-jährigen Mutter gewidmet. 1891 wurde Jacobi zum Justizrat und 1893 zum Professor an der Universität Berlin ernannt. Nach längeren Krankheiten musste er 1896 seine Rechtsanwaltsstellung niederzulegen.
Leonard Jacobi starb am 17. April 1900 in Charlottenburg bei Berlin, im Alter von 67 Jahren, nach einem schweren Magenleiden. Jacobi stiftete, nach seinem Testament vom 15. November 1895, der Berliner Universität ein Kapital von 10.000 Reichsmark. Die Zinsen dieses Kapitals sollen als Stiftung, nach dem Ableben seiner Ehefrau Lucy und sobald sich Frauen an der Berliner Universität immatrikulieren dürfen, zur Honorierung von Preisarbeiten auf dem Gebiet des Schulwesens, der Volksbildung oder der Volksgesundheit verwendet werden.
Der Schwäbische Merkur veröffentlichte am 26. April 1900 einen Nachruf auf Jacobi:
„... Einer seiner ständigen Mandanten war die hiesige (Berlin) Universitätsquästur, die durch ihn die gestundeten Kollegienhonorare beitreiben ließ. Er hat die Pflicht stets mit Bonhommie zu verbinden gewußt.“

## Familie
Am 15. Oktober 1867 heiratete Jacobi die aus St. Petersburg stammende Engländerin Margarete Lucy Smith (geb. 31. August 1837). Ihre Eltern waren der Kaufmann John Langton Smith und Gertrude Charlotte Smith (Geburtsname unbekannt).
Die Trauung wurde in Cannstatt abgehalten, vermutlich weil dort zu diesem Zeitpunkt auch Jacobis Mutter Marie und seine drei Schwestern Margarethe (die erste deutsche Übersetzerin der Sherlock-Holmes-Geschichten), Susanne und Gertrud ihren Wohnsitz hatten.
Jacobi lernte seine spätere Ehefrau wahrscheinlich durch seinen Onkel Moritz Jacobi kennen, der damals schon seit Jahren in St. Petersburg lebte. Zudem bewegten sich Engländer und lutherische Deutsche zu dieser Zeit in St. Petersburg in denselben gesellschaftlichen Kreisen in denen sich Heiratspartner suchten und fanden.
Es sind derzeit keine Kinder aus dieser Ehe bekannt.
Unter Jacobis Taufpaten befand sich unter anderem Herr Johann Georg von Madeweis (1789–1849), der in zeitgenössischen Quellen oft nur als „Major von Madeweis“ Erwähnung findet. Von Madeweis war der Ur-Großneffe von Friedrich Madeweis und mit Jacobis Tante Charlotta Helena Schwinck (geb. 1798) verheiratet, einer älteren Schwester von Jacobis Mutter Marie.

## Veröffentlichungen (Auswahl)
- Die Lehre von der nützlichen Verwendung im Zusammenhange mit den individuellen Gestaltungen der aequitas nach dem Allgemeinen Preußischen Landrechte. Critisch und systematisch dargestellt. Mauke, Jena 1861.
- Über Fabrikgesetzgebung, Schiedsgerichte und Einigungsämter. Duncker & Humblot, Leipzig 1873.
- Der Rechtsschutz im deutschen Strafverfahren. Moeser, Berlin 1883.
- Akademische Praktika. 2 Bände, Müller, Berlin 1887–1888.
- Miethe und Pacht. Ihre Stellung in der Kulturgeschichte, im Privatrecht und im Systeme des Entwurfes des bürgerlichen Gesetzbuches für das Deutsche Reich. Heymann, Berlin 1889.
- Uebersicht des Preußischen Privatrechts nach der Legalordnung. Hermann, Berlin 1890.
- Das persönliche Eherecht des Bürgerlichen Gesetzbuches für das Deutsche Reich. Guttentag, Berlin 1896.
- Die sittliche Pflicht im Bürgerlichen Gesetzbuch. Müller, Berlin 1900.